# Hugo Ball
Hugo Ball (* 22. Februar 1886 in Pirmasens; † 14. September 1927 in Sant’Abbondio-Gentilino, Schweiz) war ein deutscher Autor und Biograf. Außerdem war er einer der Gründer der Dada-Bewegung und ein Pionier des Lautgedichts.

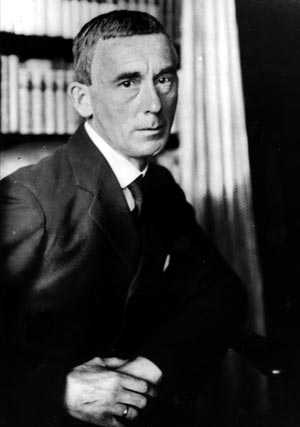
Hugo Ball, 1916

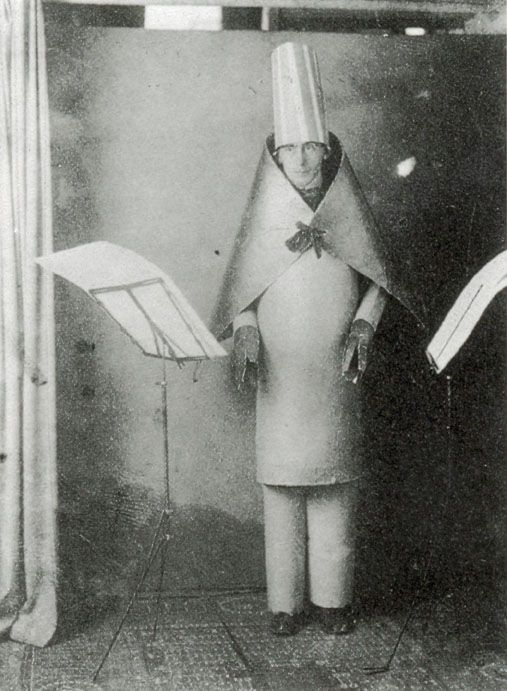
Fotografie von Hugo Ball; Kostüm wie bei Dada-Auftritten im Cabaret Voltaire, 1916

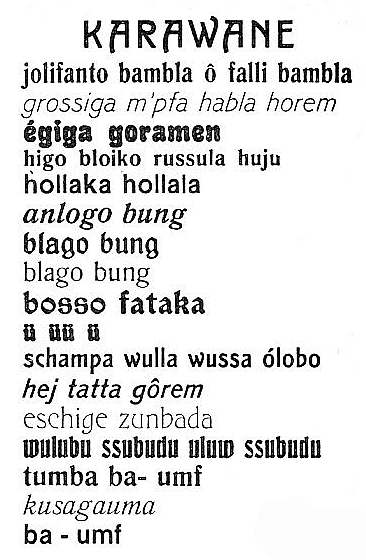
Ball war ein Pionier des Lautgedichts. Hier das Beispiel Karawane aus dem Jahr 1917

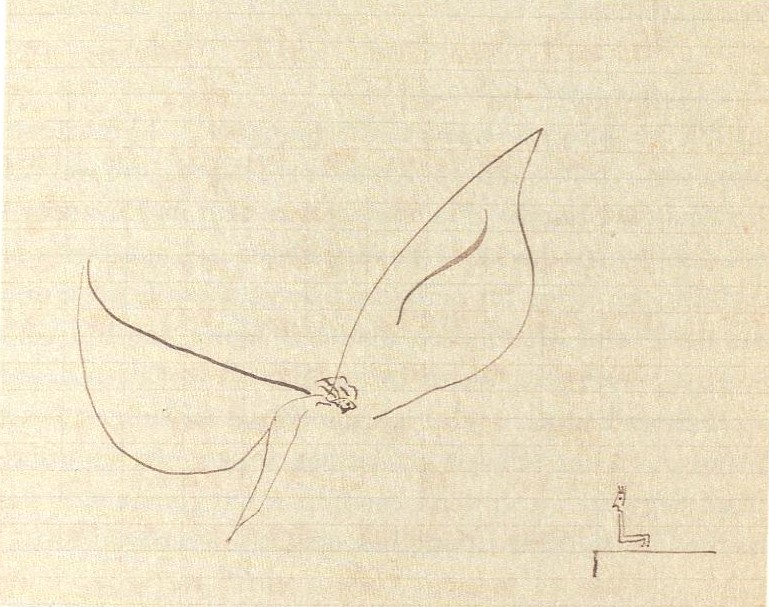
Brief an Emmy Hennings, 1918

## Leben und Wirken
Hugo Ball wuchs in einer gutbürgerlich-katholischen Familie auf. Sein Vater war Schuhfabrikant. Von 1895 bis 1901 besuchte er das zu diesem Zeitpunkt nur sechsklassige Königliche Progymnasium zu Pirmasens ohne Abiturrecht. Nach dem Abschluss fügte sich Ball widerstrebend dem Wunsch seiner Eltern, eine Lehre bei dem Lederhändler Ferdinand Schohl zu beginnen. Aus gesundheitlichen Gründen brach Ball die Lehre ab. Seine Eltern gaben jetzt seinem Wunsch nach, das Abitur in Zweibrücken am Herzog-Wolfgang-Gymnasium nachzuholen.
Nach dem Abitur begann er im Oktober 1906 das Studium der Germanistik, Geschichte und Philosophie in München und wurde ein „glühender Verehrer“ der Musik von Max Reger. 1907 wechselte er für zwei Semester nach Heidelberg, wo er eine Vorlesung über Schopenhauer und Nietzsche hörte und sein Dissertationsprojekt entwickelte. Ab 1908 war er in München immatrikuliert. 1909/1910 studierte er wieder zwei Semester in Heidelberg und arbeitete in Schnaitsee an seiner Dissertation Nietzsche in Basel, die er jedoch nicht einreichte (und die erst 1978 veröffentlicht wurde). Die Schwester seines Freundes und Vetters August Hofmann war in Schnaitsee als Lehrerin beschäftigt. Sie beschaffte Ball „ein nettes Zimmer in der Villa eines Bauern“. Mit August Hofmann, in seinen Briefen als „Gusti“ erwähnt, verband ihn sein Leben lang eine innige Freundschaft, die in den Briefen zum Ausdruck kommt. Er brach sein Studium im Frühjahr 1910 ab. Es entstand ein offener Konflikt mit seiner Familie.
Nach dem Abbruch des Studiums zog Ball nach Berlin. Dort machte er eine Ausbildung als Hilfskraft für „Regie, Dramaturgie und Verwaltungsfragen“ an Max Reinhardts Schauspielschule, wobei Paul Legband Balls Regielehrer war. Im selben Jahr gelang ihm beim Ernst Rowohlt Verlag die Veröffentlichung seiner Tragikomödie Die Nase des Michelangelo. Am Theater Plauen arbeitete er 1911/12 als Dramaturg, zwischen 1912 und 1914 an den Münchner Kammerspielen.
Nach einer internen Krise des Theaters wurde Hugo Ball zum alleinigen Dramaturgen des Hauses. In München lernte er Hans Leybold, Georg Hecht, Käthe Brodnitz, Leontine Sagan, später auch Richard Huelsenbeck und Emmy Hennings kennen. Durch die Uraufführung von Frank Wedekinds Franziska wurde Hugo Ball mit dem Autor bekannt. Ende 1912 nahm er die Arbeit an Der Henker von Brescia auf. Doch bereits 1913 kam es bei den Münchner Kammerspielen erneut zur Krise. Durch den Wechsel der Direktion verlor Ball an Einfluss auf den Spielplan.
Ball veröffentlichte 1913 in verschiedenen Zeitschriften (Revolution, Die Neue Kunst, Die Aktion und Jugend; ab 1914 auch in der Theaterzeitschrift Phöbus). Während Die Aktion 1914 häufiger Gedichte Balls veröffentlichte, scheiterte ein Projekt mit Wassily Kandinsky. Es war ein Almanach als Ergänzung zum Blauen Reiter geplant, jedoch beendete der Beginn des Ersten Weltkrieges das Projekt. Ball meldete sich freiwillig zum Kriegsdienst, aber wurde für untauglich erklärt. Mit der Absicht einen verwundeten Freund in Lunéville zu besuchen, bekam er dennoch einen Eindruck von der Kriegsfront. Seine Erlebnisse veröffentlichte er in der Pirmasenser Zeitung. Danach ging er zurück nach Berlin und schrieb weiter für Zeitschriften. Durch seine Fronteindrücke wurde sein Interesse für den Anarchismus geweckt. Er las Schriften von Kropotkin und Bakunin.
Im Mai 1915 emigrierte Ball gemeinsam mit Emmy Hennings in die Schweiz, wo das Paar zunächst in Zürich im Niederdorf wohnte. Er tingelte mit einem Varieté-Ensemble als Klavierspieler und Texter durch das Land. Im Februar 1916 gründete er mit Emmy Hennings, Hans Arp, Tristan Tzara und Marcel Janco in Zürich das Cabaret Voltaire, wo er im Juni zum ersten Mal eines seiner Lautgedichte (Gadji beri bimba) vortrug, welches als „Wiege des Dadaismus“ bezeichnet wird. In Zürich lernte er auch den Schriftsteller Friedrich Glauser kennen, der an zwei Dada-Soireen mitwirkte. Im Sommer 1917 verbrachte Glauser mit Ball und Hennings zwei Monate in Magadino und auf der Alp Brusada.
Hugo Ball zog sich schon bald wieder aus dem Kreis der aktiven Dadaisten zurück und arbeitete von 1917 bis 1919 als Mitarbeiter, schließlich als Verlagsleiter der Freien Zeitung, für die er politische Tageskommentare und kritische Beiträge verfasste, auch unter dem Einfluss von Bakunin. Nach dem Konkurs des Verlags verlor er das Interesse an der politischen Aktion. Er befreundete sich mit dem als Schriftsteller tätigen Studentenpfarrer Paul de Mathies. Im Sommer 1920 kam es zu Balls erneuter Hinwendung (Reversion) zum Katholizismus. Hier schloss er sich dezidiert strenggläubigen Kreisen an und studierte u. a. die alten Mystiker. Vortragsreisen führten ihn durch Deutschland und die Schweiz.

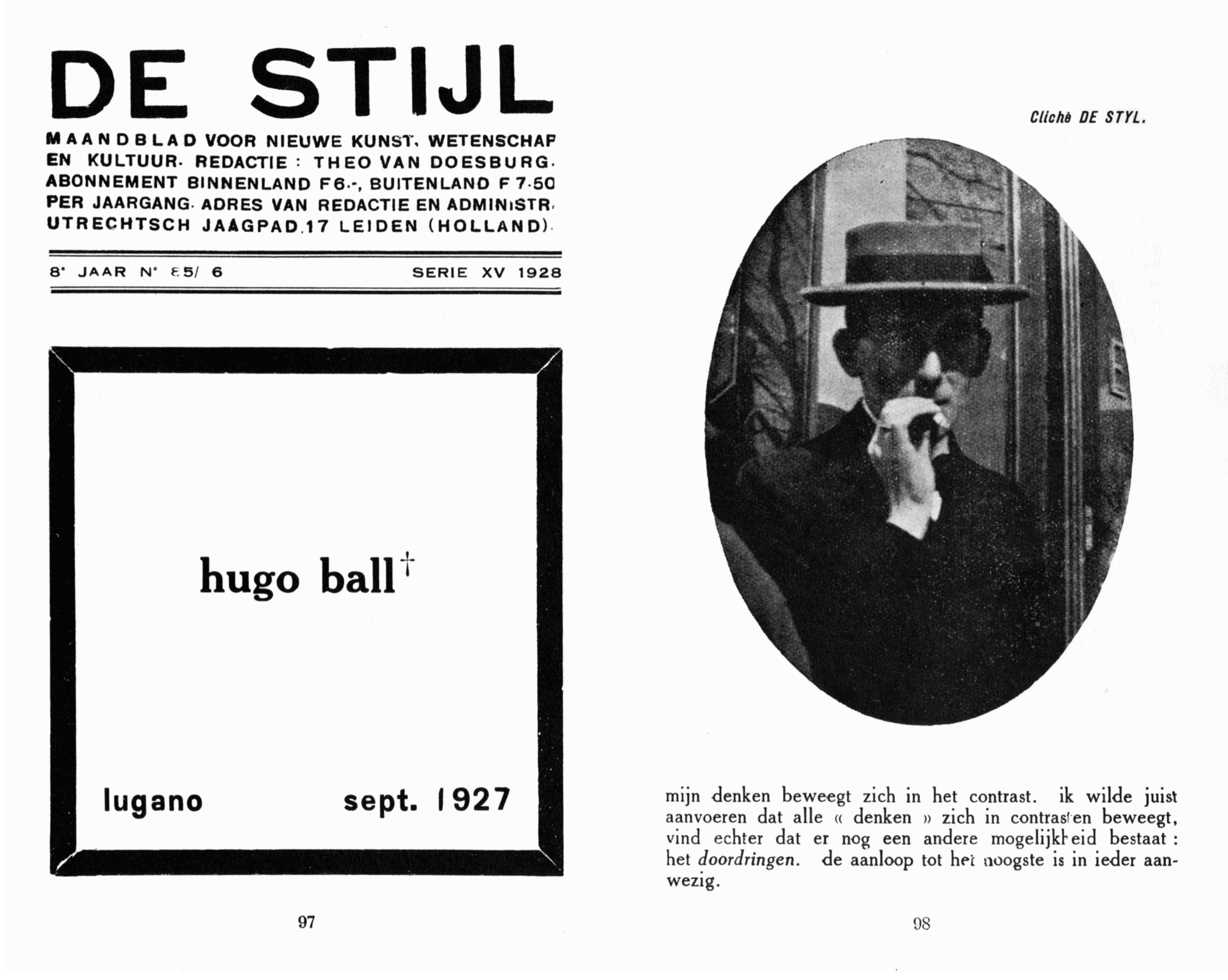
Todesanzeige in De Stijl, herausgegeben von Theo van Doesburg
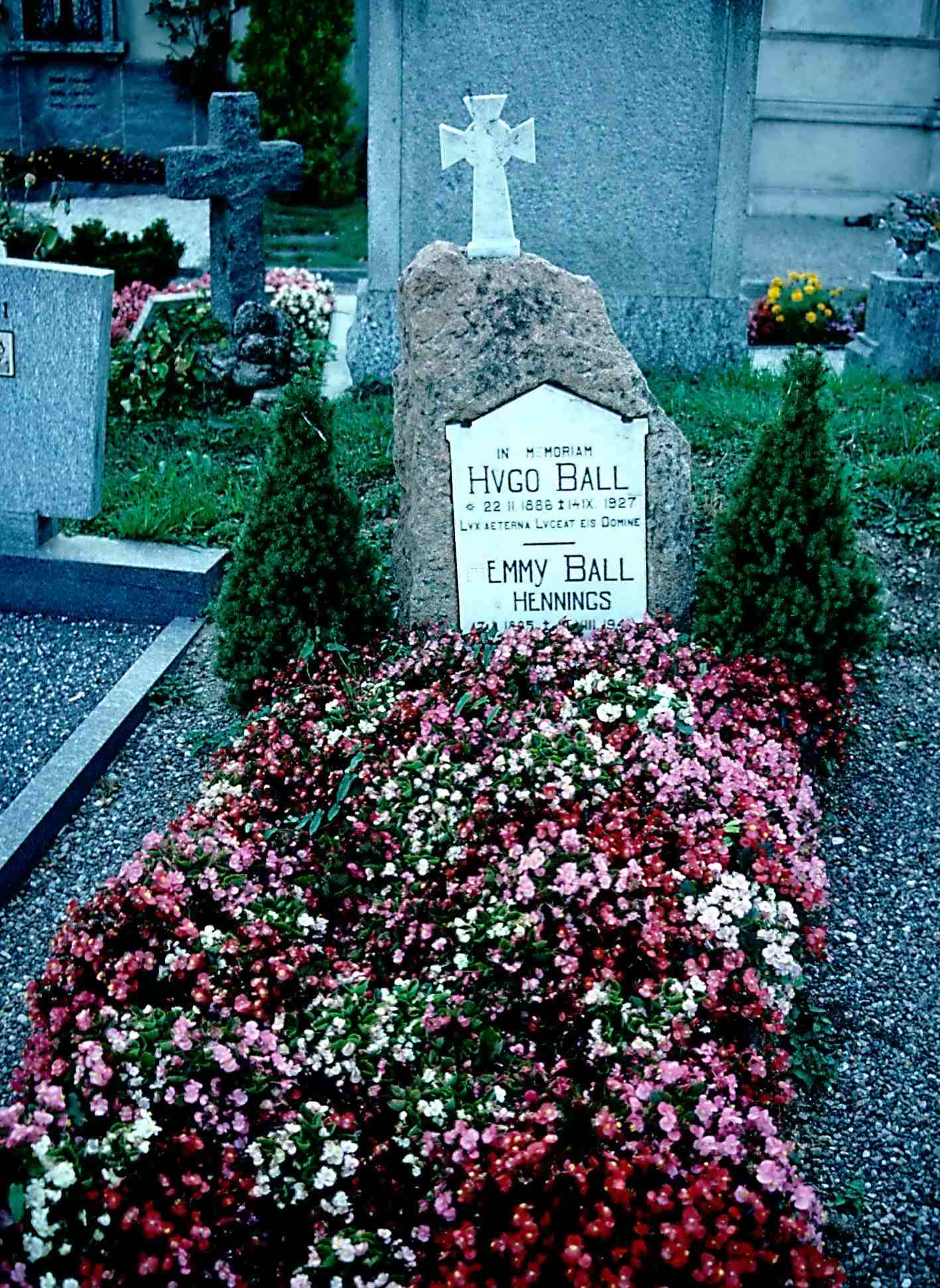
Grab von Hugo Ball und Emmy Ball-Hennings

Nach seiner Heirat am 21. Februar 1920 mit Emmy Hennings wohnte Ball, unterbrochen von einem Italien-Aufenthalt in Rom und Vietri sul Mare bei Salerno von Herbst 1924 bis Frühjahr 1926, in dem kleinen Dorf Agnuzzo unterhalb von Montagnola im Kanton Tessin und ab 1926 in der Casa Schori in Sorengo. Ab 1924 beschäftigte er sich vermehrt mit katholischen Themen und schrieb für die katholische Zeitschrift Hochland über katholische Theologie. Seit seinem Umzug ins Tessin verband ihn eine enge Freundschaft mit Hermann Hesse, dessen Biografie er von Anfang Oktober 1926 bis Anfang März 1927 schrieb und die im Juni 1927 bei S. Fischer erschien.
Ball starb am 14. September 1927 an einem Magenkarzinom und wurde auf dem Friedhof Sant’Abbondio in Gentilino beigesetzt, auf dem auch seine Frau Emmy – sie starb 1948 – und Hermann Hesse begraben sind.
Über seinen Cousin August Hofmann war Ball ein Großonkel des späteren Diplomaten Wilfried Hofmann.

## Gedenkpreise und Widmungen

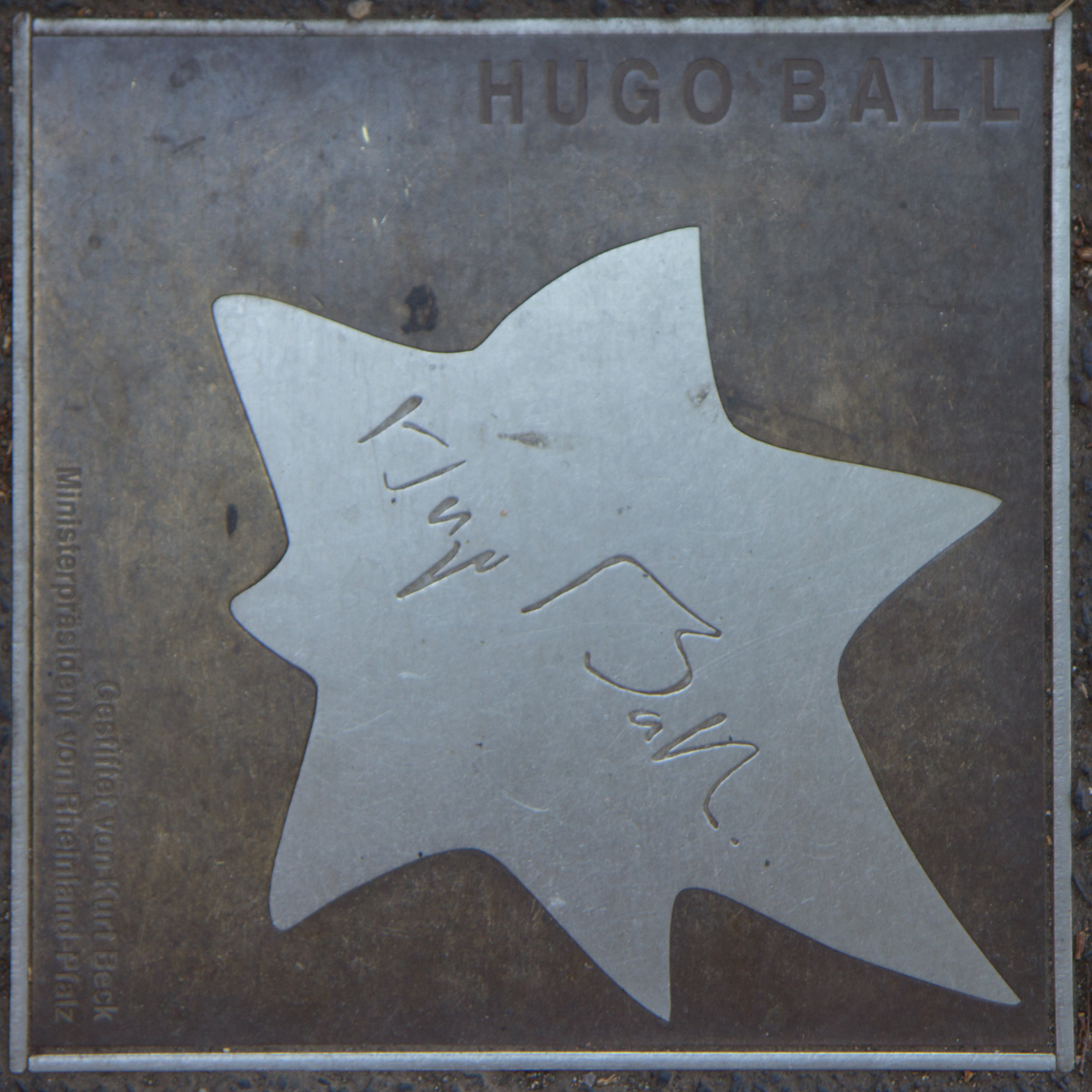
Walk of Fame des Kabaretts in Mainz

1957 wurde die von Harald Szeemann kuratierte Ausstellung Dichtende Maler – Malende Dichter im Kunstmuseum St. Gallen Hugo Ball gewidmet. 1976 rief seine Heimatstadt Pirmasens – als Forum der Hugo-Ball-Forschung – den Hugo-Ball-Almanach ins Leben. 1988 widmete ihm das Kunstmuseum Zürich eine Ausstellung mit Katalog. 1990 lobte die Stadt Pirmasens den Hugo-Ball-Preis aus, mit dem im Drei-Jahres-Rhythmus Persönlichkeiten geehrt werden, die geisteswissenschaftlich oder künstlerisch im Sinne Hugo Balls arbeiten. Im Zusammenhang der Vergabe des Hugo-Ball-Preises 2023 an Hito Steyerl, die den Preis ablehnte, wurde über antisemitische Passagen in Balls Werk Zur Kritik der deutschen Intelligenz diskutiert.
Für das Jahr 2014 erhielt der schweizerische Schriftsteller Thomas Hürlimann die mit 10.000 Euro dotierte Auszeichnung. Außerdem wurde in Balls Heimatstadt das Neusprachliche Gymnasium in Hugo-Ball-Gymnasium umbenannt. Im Mainzer Walk of Fame des Kabaretts ist Ball ein Stern gewidmet.
Die Schweizerische Post würdigte Hugo Ball im Jahr 2016 mit einer Briefmarke, die das oben gezeigte Foto seines Auftritts im Cabaret Voltaire von 1916 reproduziert. Seit Ende 2016 würdigt das Hugo-Ball-Kabinett als Dauerausstellung sein Leben und Werk im Forum Alte Post in Pirmasens.

## Nachlass
Der Nachlass von Hugo Ball ist aufgrund der engen biografischen Verflechtung Teil des Nachlasses von Emmy Hennings-Ball und wurde 2012 gemeinsam mit diesem vom Schweizerischen Literaturarchiv erworben.

## Werke

### Originalausgaben
- Die Nase des Michelangelo. Tragikomödie in vier Auftritten. Ernst Rowohlt, Leipzig 1911.
- Flametti oder Vom Dandysmus der Armen. Roman, Reiss, Berlin 1918 (Digitalisat).
- Zur Kritik der deutschen Intelligenz. Der Freie Verlag, Bern 1919 (Digitalisat und Volltext im Deutschen Textarchiv, (Digitalisat)).
  - umgearbeitete Fassung als: Die Folgen der Reformation. Duncker & Humblot, München 1924.
- Byzantinisches Christentum. Drei Heiligenleben. (Zu Joannes Klimax, Dionysius Areopagita und Symeon dem Styliten). Duncker & Humblot, München 1923.
  - Neuauflage 2011: herausgegeben und kommentiert von Bernd Wacker, Wallstein Verlag, Göttingen, ISBN 978-3-89244-779-5.
- Hermann Hesse. Sein Leben und sein Werk. S. Fischer, Berlin 1927.
- Die Flucht aus der Zeit. (Tagebuch), Duncker & Humblot, München 1927.

Postum erschienen:
- Gesammelte Gedichte mit Photos und Faksimiles. Hrsg. v. Annemarie Schütt-Hennings, Arche, Zürich 1963.
- Tenderenda der Phantast. Roman, Arche, Zürich 1967.
- Der Henker von Brescia. Drei Akte der Not und Ekstase. [1914]. Hg. von Franz L. Pelgen. Faber & Faber, Leipzig 1995.
- Tenderenda der Phantast. Herausgegeben von Raimund Meyer und Julian Schütt. Haymon, Innsbruck 1999, ISBN 3-85218-272-7.
- Bagatelle. Herausgegeben von Elena Moreno Sobrino, illustriert von Louis Houtin. Calambac Verlag, Saarbrücken 2014, ISBN 978-3-943117-81-3.
- Die Katze. Herausgegeben von Elena Moreno Sobrino, illustriert von Nele Aron. Calambac Verlag, Saarbrücken 2014, ISBN 978-3-943117-83-7.
- O, Großpapa, o Graspopo. Herausgegeben von Elena Moreno Sobrino, illustriert von Ando Ueno. Calambac Verlag, Saarbrücken 2014, ISBN 978-3-943117-84-4.
- Tenderenda der Phantast. Herausgegeben, gestaltet und mit einer Nachbemerkung von Klaus Detjen. Typographische Bibliothek, Band 12. Wallstein Verlag, Göttingen 2015, ISBN 978-3-8353-1670-6.
- Totentanz 1916. Herausgegeben von Elena Moreno Sobrino, illustriert von Elvira Calderón. Calambac Verlag, Saarbrücken 2015, ISBN 978-3-943117-80-6.
- Ein Krippenspiel. Bruitistisch - Une crèche vivante. Bruitiste. SJW, Zürich 2016; ISBN 978-3-7269-0026-7.
- Die Flucht aus der Zeit. (Neuausgabe), Hg.: Hugo Ball Gesellschaft, Pirmasens, Wallstein Verlag, Göttingen 2018, ISBN 978-3-89244-744-3
- Hugo Ball. Versensporn – Heft für lyrische Reize Nr. 47. Hg. von Tom Riebe. Edition POESIE SCHMECKT GUT, Jena 2021, 120 Exemplare.

### Briefwechsel

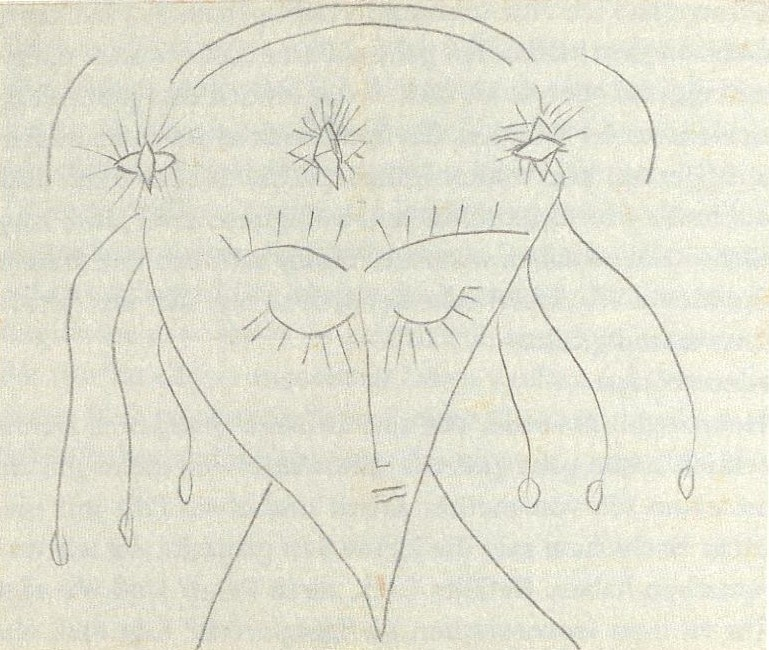
Aus einem Brief an Emmy Hennings, 1917

- Briefe 1911–1927. Mit einem Vorwort von Hermann Hesse. Benziger, Einsiedeln/Köln/Zürich 1957.
- Hugo Ball, Emmy Hennings: Damals in Zürich. Dada. Briefe aus den Jahren 1915–1917. Mit Fotos und Faksimiles. Arche, Zürich 1977.
- Hermann Hesse: Briefwechsel 1921–1927 mit Hugo Ball und Emmy Ball-Hennings. Kommentiert und herausgegeben von Bärbel Reetz, Suhrkamp, Frankfurt am Main 2003, ISBN 3-518-41467-4.

### Gesamtausgabe
- Sämtliche Werke und Briefe. Wallstein Verlag, Göttingen. Auf zehn Bände angelegt; bisher erschienen:
  - Band 1: Gedichte. Hg. v. Eckhard Faul, 2007, ISBN 978-3-89244-775-7.
  - Band 2: Dramen. Hg. v. Eckhard Faul, 2008, ISBN 978-3-89244-713-9.
  - Band 3: Die Flucht aus der Zeit. Hg. u. komm. v. Eckhard Faul u. Bernd Wacker, 2018, ISBN 978-3-89244-744-3.
  - Band 4: Michael Bakunin. Ein Brevier. Hg. v. Burkhard Schlichting, 2008, ISBN 978-3-89244-778-8.
  - Band 5: Die Folgen der Reformation. Zur Kritik der deutschen Intelligenz. Hg. u. komm. v. Hans Dieter Zimmermann, 2005, ISBN 3-89244-777-2.
  - Band 7: Byzantinisches Christentum. Hg. von Bernd Wacker, 2011, ISBN 978-3-89244-779-5.
  - Band 8: Hermann Hesse. Sein Leben und sein Werk. Hg. v. Volker Michels, 2006, ISBN 3-89244-780-2.
  - Band 10: Briefe 1904–1927. 3 Bände, hg. u. komm. v. Gerhard Schaub und Ernst Teubner, 2003, ISBN 3-89244-701-2.

## Hörspielbearbeitungen
- Flametti oder Vom Dandysmus der Armen. Mit Michael Lucke (Erzähler), Josef Bierbichler (Max Flametti), Gabriele Köstler (Jenny Flametti), Edgar Selge (Herr Rotter), Anne-Marie Bubke (Traute) u. a. Bearbeitung: Michael Farin, Komposition und Regie: Klaus Buhlert. BR Hörspiel und Medienkunst 1999.
- Tenderenda der Phantast. Hörspiel in zwei Teilen mit Meret Becker, Nadeshda Brennicke, Katharina Franck, Patrick Güldenberg, Lilith Stangenberg. Musik: Franz Hautzinger, Regie: Michael Farin. BR Hörspiel und Medienkunst 2016. intermedium rec. 070, 2018 (2 CD), ISBN 978-3-946875-70-3. Als Podcast/Download im BR Hörspiel Pool[15]